# Concertstück, Op. 40
O Concertstück, de Cécile Chaminade, concluído em 1888, e Les Amazones, foram apresentados pela primeira vez em um concerto organizado pelo 'Cercle Catholique' em Antuérpia, em 18 de abril de 1888, com a própria Chaminade como solista. No ano seguinte, em 20 de janeiro de 1889, tocou a obra em Paris nos 'Concertos Lamoureux', onde foi recebida com entusiasmo. No mesmo ano, o Concertstück foi tocado nos 'Concerts Colonne' pela pianista Louise Steiger. Por vários anos, apareceu com bastante regularidade em programas de concertos em Paris e além, incluindo uma apresentação no St James's Hall, em Londres, em 23 de junho de 1892. Naquela ocasião, foi tocada em uma versão para dois pianos, com Chaminade acompanhada pela pianista britânica Amina Goodwin (cujos professores incluíam Liszt e Clara Schumann). Duas décadas depois, durante uma turnê americana em 1908, Chaminade tocou o Concertstück com a Orquestra de Filadélfia conduzida por Karl Pohlig, seu diretor musical na época.

## Descrição
Em um movimento: Orquestra: flautim, 2 flautas, 2 oboés, trompa inglesa, 2 clarinetes, 2 fagotes, 4 trompas, 2 trompetes, 2 cornetas, 3 trombones, tuba, tímpanos, percussão, orquestra de cordas. O Concertstück começa em um estilo agitado, com as cordas tocando quintas abertas tremolo e um tema nas trompas começando com uma quarta ascendente: o parentesco com o Holandês Voador de Richard Wagner é inconfundível, e ao longo da obra alguma influência de Wagner e Liszt é aparente, não menos importante os floreios lisztianos com que o piano faz sua entrada. Ao longo do movimento único, com duração de um quarto de hora, Chaminade desenvolve quatro temas principais em uma linguagem que é inequivocamente francesa, com ecos de Saint-Saëns e Georges Bizet, e um gosto por harmonias “exóticas”. A orquestração é brilhantemente eficaz, e ela pode ter recebido conselhos sobre isso de seu cunhado Moritz Moszkowski. O resultado final é uma peça de considerável individualidade, combinando energia picante e uma rica costura de melodia lírica, afirmando o valor duradouro das obras maiores de Chaminade.

## Movimentos
Allegro moderato, Poco animando, Allegro, Più lento (tempo moderato), Appassionato, Allegro vivo, Vivo, Allegro, Tempo moderato, Tempo animato, Poco moderato, Tempo animato, Allegro.